# Matthias Weidenhöfer
Matthias Weidenhöfer (* 16. April 1985 in Achim) ist ein deutscher Schauspieler und Synchronsprecher.

## Leben
Matthias Weidenhöfer wuchs mit seinen beiden Geschwistern in Achim bei Bremen auf. Seine Mutter stammt aus Uruguay, der Vater aus dem Ottersberger Ortsteil Wümmingen. Mit vierzehn Jahren produzierte er seine erste Fernsehsendung für den Offenen Kanal Bremen Umland TV.
Von 2007 bis 2010 absolvierte er ein Schauspielstudium an der Hochschule für Film und Fernsehen Potsdam. Während seiner Ausbildung spielte er dort die Titelrolle in Ivanov (2007, Regie: Gustav Rueb), den Stanley Kowalski in Endstation Sehnsucht (2007, Regie: Andreas Kleinert), den Petrucchio in Der Widerspenstigen Zähmung (2008, Regie: Thomas Dehler), den Marinelli in Emilia Galotti (2008, Regie: Angelika Heimlich) und 2009 den Baylor in Lügengespinst von Sam Shepard (Regie: Lukas Langhoff); mit dieser Produktion gastierte Weidenhöfer mit dem Ensemble der Hochschule für Film und Fernsehen auch beim Theatertreffen Deutschsprachiger Schauspielstudierender in Zürich. Weidenhöfer erhielt dafür, gemeinsam mit allen anderen Mitwirkenden, den Ensemblepreis für die schauspielerische Gesamtleistung.
2009 realisierte er mit dem Regisseur Kai Gero Lenke in den Berliner Sophiensaelen den Theaterabend Über mich und wie wir lernten, die Bombe zu bauen. In der Spielzeit 2010/11 gastierte er am Schauspielhaus Zürich. Unter der Regie von Karin Henkel verkörperte er den Borachio in der Shakespeare-Komödie Viel Lärm um Nichts.
In dem Kinofilm Krankheit der Jugend, einer modernen filmischen Umsetzung des gleichnamigen Theaterstücks von Ferdinand Bruckner, spielte Weidenhöfer 2009, unter der Regie von Dieter Berner, die männliche Hauptrolle. Er verkörperte in der Rolle des Freder den „arroganten“ und „charismatischen“ Boss einer Berliner Wohngemeinschaft von Medizinstudenten, der es genießt, mit den Gefühlen seiner Mitbewohner zu spielen. Der Film wurde im Oktober 2010 im Rahmen der Hofer Filmtage uraufgeführt. Im Dezember 2010 wurde der Film bei ARTE erstmals auch im Fernsehen ausgestrahlt.
Weidenhöfer übernahm auch Fernsehrollen. 2006 spielte er den jungen Arzt Dr. Loof in dem im April 2007 erstausgestrahlten Tatort-Krimi Die Anwältin. 2010 gehörte er in der Rolle des Kevin Erdel zur Besetzung des Wilsberg-Krimis Wilsberg: Aus Mangel an Beweisen. In dem Tatort-Film Brüder (Erstausstrahlung: Februar 2014) verkörperte er, an der Seite von Christoph Letkowski, die Rolle des Einzelgängers Mesut Sönmez, den besten Freund und Blutsbruder des Streifenpolizisten David Förster. Weidenhöfer spielte in dem von RTL produzierten Pilotfilm Mantrailer — Spuren des Verbrechens den Hauptkommissar Cem Deniz (Ausstrahlung: 25. April 2013). Der Serienpilot floppte jedoch und wurde nicht fortgesetzt.
Weidenhöfer arbeitet regelmäßig seit 2008 auch als Sprecher für Hörspiele. Als Freder wirkte er 2010 auch in der von Deutschlandradio produzierten Hörspielfassung der Produktion Krankheit der Jugend mit, die im März 2010 erstmals bei Deutschlandradio Kultur gesendet wurde. Außerdem war er als Synchronsprecher tätig.
2023 war er zum ersten Mal in einem Werbespot zu sehen. Weidenhöfer warb für Magenta TV. 
Er war Sänger in verschiedenen Musikprojekten, unter anderem in der Band Destitude Allstars, in der er als Sänger und Gitarrist auftrat.
Im Herbst 2015 erregte er durch ein Facebook-Posting gegen Rassismus Aufsehen, das unter dem Hashtag #nippelstatthetze veröffentlicht wurde und ihn mit dem Model Leila Lowfire mit nackten Brüsten und einem Schild mit der Aufschrift „Kauft nicht bei Kanaken“ zeigte.
Weidenhöfer hat mit der deutschen Schauspielerin Jördis Triebel zwei Söhne. 2014 trennte sich das Paar. Anschließend war er mit der deutsch-brasilianischen Schauspielerin Cristina do Rego liiert, die er bei Dreharbeiten zur Fernsehserie Unter Gaunern (2015) kennengelernt hatte.
Mittlerweile lebt er mit seinen Kindern und seiner Frau, der Fotografin Alessia Bruegel, in Berlin. Sie haben eine gemeinsame Tochter.

## Filmografie
- 2006: Heteros Nomos, Regie: Kai Gero Lenke, Kurzfilm
- 2007: Tatort: Die Anwältin
- 2008: Peter Pan ist tot, Kurzfilm
- 2008: Tohu Wa Bohu, Kurzfilm
- 2010: Krankheit der Jugend, Regie: Dieter Berner, Kinofilm
- 2011: Unknown Identity (Unknown), Regie: Jaume Collet-Serra, Kinofilm
- 2011: Die Unsichtbare, Regie: Christian Schwochow, Kinofilm
- 2011: Tatort: Mauerpark, Regie: Heiko Schier
- 2011: Ein starkes Team – Gnadenlos, Fernsehserie, Regie: Peter Fratzscher
- 2012: Wilsberg: Aus Mangel an Beweisen, Regie: Hans-Günther Bücking
- 2013: Männer zeigen Filme & Frauen ihre Brüste, Regie: Isabell Suba
- 2013: Mantrailer – Spuren des Verbrechens, Regie: Alexander Dierbach
- 2014: Tatort: Brüder, Regie: Florian Baxmeyer
- 2014: Frauenherzen, Regie: Sophie Allet-Coche
- 2014: Wir tun es für Geld, Regie: Manfred Stelzer
- 2014: TVLab – Alibi-Agentur
- 2015: Männer! – Alles auf Anfang (Fernsehserie, Folge: Die Neuen), Regie: Sebastian Sorger
- 2015: Tatort: Borowski und der Himmel über Kiel, Regie: Christian Schwochow
- 2015: Unter Gaunern (Fernsehserie)
- 2015: Winnetous Sohn, Regie: André Erkau, Kinofilm
- 2015: Alarm für Cobra 11 – Die Autobahnpolizei (Fernsehserie, Folge: Vendetta), Regie: Nico Zavelberg
- 2015: Der Staat gegen Fritz Bauer, Regie: Lars Kraume, Kinofilm
- 2015: Großstadtrevier (Fernsehserie, Folge Die Heidekönigin)
- 2016: Die Diplomatin – Entführung in Manila
- 2016: Tatort: Du gehörst mir
- 2016: Der Hafenpastor und das Blaue vom Himmel
- 2016: Der letzte Cowboy (Miniserie)
- 2017: Die Spezialisten – Im Namen der Opfer, Serienrolle
- 2017: Das Nebelhaus
- 2017: Heldt (Fernsehserie, Folge Besuch aus dem Jenseits)
- 2018: Feine Sahne Fischfilet – Niemand wie ihr (Musikvideo)
- 2018: Die Heiland – Wir sind Anwalt (Fernsehserie, Folge Tiefer Fall)
- 2019: Jerks (Fernsehserie, Folge W. Axl Rose)
- 2019: Frau Jordan stellt gleich (Fernsehserie, Folge Menstruation und Machos)
- 2020: Barbaren (Fernsehserie)
- 2020: Madison, Kinofilm
- 2021: Zero
- 2022: Kroymann (Satiresendung, Schöne Bescherung)
- 2023: Kommissarin Lucas – Du bist mein (Fernsehreihe)
- 2023: Wolfsland: Das schwarze Herz (Fernsehreihe)
- 2024: Wo wir sind, ist oben (Miniserie)

## Synchronrollen (Auswahl)
- 2009: Joseph Mawle als Der Ripper in Yorkshire Killer
- 2009: Gabino Rodríguez als El Scarface in Sin nombre
- 2010: Daniele Miglio als Gaetano in Engel des Bösen – Die Geschichte eines Staatsfeindes
- 2014: Boyd Holbrook als Jeff in Gone Girl – Das perfekte Opfer
- 2014: Jeremy Shamos als Ralph in Birdman oder (Die unverhoffte Macht der Ahnungslosigkeit)
- 2015: Wes Bentley als Barry in Knight of Cups

## Hörspiele
- 2008: Was bleibt, Regie: Alfred Behrens, RBB/HFF Potsdam
- 2008: Krankheit der Jugend, Regie: Ulrich Gerhardt, Deutschlandradio/HFF Potsdam
- 2008: Armut, Reichtum, Mensch und Tier, Regie: Ulrich Gerhardt, Deutschlandradio
- 2009: In Radio, Regie: Daniel Wild, Deutschlandradio
- 2009: Was kommt?, Regie: Daniel Wild Deutschlandradio